# Liste des pièces de collection françaises en euro
Une pièce de collection française en euro est une pièce de monnaie libellée en euro et émise par la France mais qui n'est pas destinée à circuler.  Elle est principalement destinée aux collectionneurs.
C'est la Monnaie de Paris qui émet, outre les sets monétaires, les très nombreuses pièces de collection françaises : certaines sont fabriqués à l'Hôtel de la Monnaie à Paris (métaux précieux) tandis que les autres le sont dans l’établissement monétaire de Pessac (Gironde).
Les pièces de 5 à 50 euros en argent et de 100 à 500 euros en or ont été gravées par Joaquin Jimenez.
À noter : de très nombreuses frappes libellées en euro ont été effectuées de 1991 à 1998 par la Monnaie de Paris ou autres origines. Comparables à des jetons ou des médailles ils pouvaient avoir valeur libératoire, ils sont appelés Euros temporaires car leur validité était limitée, comme les Coffrets Euro des Villes de la Monnaie de Paris comportant des valeurs 1, 3, 5, 10 et 20 euros. Ces frappes, tolérées et encadrées par le gouvernement, étaient destinées à préparer la population au changement à venir en les familiarisant avec l'euro.

## Listes

### Années 2000
- Liste des pièces de collection françaises en euro émises en 2002
- Liste des pièces de collection françaises en euro émises en 2003
- Liste des pièces de collection françaises en euro émises en 2004
- Liste des pièces de collection françaises en euro émises en 2005
- Liste des pièces de collection françaises en euro émises en 2006
- Liste des pièces de collection françaises en euro émises en 2007
- Liste des pièces de collection françaises en euro émises en 2008
- Liste des pièces de collection françaises en euro émises en 2009

### Années 2010
| |  |  |
| Photos de revers de pièces de 10 € issus de la collection émise par la monnaie de Paris en collaboration avec le couturier Jean-Paul Gaultier en 2017. |  |  |

- Liste des pièces de collection françaises en euro émises en 2010
- Liste des pièces de collection françaises en euro émises en 2011
- Liste des pièces de collection françaises en euro émises en 2012
- Liste des pièces de collection françaises en euro émises en 2013
- Liste des pièces de collection françaises en euro émises en 2014
- Liste des pièces de collection françaises en euro émises en 2015
- Liste des pièces de collection françaises en euro émises en 2016
- Liste des pièces de collection françaises en euro émises en 2017
- Liste des pièces de collection françaises en euro émises en 2018
- Liste des pièces de collection françaises en euro émises en 2019

### Années 2020
- Liste des pièces de collection françaises en euro émises en 2020
- Liste des pièces de collection françaises en euro émises en 2021
- Liste des pièces de collection françaises en euro émises en 2022